# Jewgienija Wołoszenko
Jewgienija Wołoszenko (ros. Евгения Волошенко; ur. 3 kwietnia 1979 w Kokszetau) – kazachska biegaczka narciarska. Była uczestniczką mistrzostw świata w Oberstdorfie (2005), a także igrzysk olimpijskich w Turynie (2006).

## Osiągnięcia

### Igrzyska olimpijskie
| Miejsce | Dzień     | Rok  | Miejscowość | Konkurencja             | Czas biegu  | Strata      | Zwyciężczyni         |
| ------- | --------- | ---- | ----------- | ----------------------- | ----------- | ----------- | -------------------- |
| 50.     | 12 lutego | 2006 | Pragelato   | 15 km bieg łączony      | 48:17,2 min | +5:28,5 min | Kristina Šmigun-Vähi |
| 40.     | 16 lutego | 2006 | Pragelato   | 10 km stylem klasycznym | 30:47,1 min | +2:55,7 min | Kristina Šmigun-Vähi |
| 13.     | 18 lutego | 2006 | Pragelato   | sztafeta 4x5 km         | 57:52,9 min | +3:05,2 min | Rosja                |

### Mistrzostwa świata
| Miejsce | Dzień     | Rok  | Miejscowość | Konkurencja                            | Czas biegu  | Strata      | Zwyciężczyni   |
| ------- | --------- | ---- | ----------- | -------------------------------------- | ----------- | ----------- | -------------- |
| 44.     | 22 lutego | 2005 | Oberstdorf  | sprint stylem klasycznym               |             |             | Emilie Öhrstig |
| 41.     | 26 lutego | 2005 | Oberstdorf  | 30 km stylem klasycznym (start masowy) | 1:36:33,3 h | +9:27,5 min | Marit Bjørgen  |